# Estación de L'Alcúdia
L'Alcúdia es una estación de la línea 1 de Metrovalencia. Se encuentra al oeste de la localidad de L'Alcúdia, en la calle Mestre Serrano. Consiste en un edificio de dos plantas en el que se encuentra la taquilla para la venta de billetes. Este edificio da acceso a las vías, que se encuentran al aire libre. En los andenes hay instaladas unas cubiertas metálicas y unos bancos.
La estación dispone de cuatro vías, dos de ellas destinadas a la parada de trenes que prestan servicio de viajeros y dos como apartadero. El andén este se utiliza para los trenes que circulan con dirección norte y el andén oeste se utiliza para los que circulan en dirección sur. Para cruzar del andén este al oeste es necesario cruzar las vías por un paso a nivel. La estación también es final de trayecto de algunos trenes.
Del 30 de octubre de 2024 al 26 de junio de 2025, a consecuencia de las graves inundaciones acontecidas en la provincia de Valencia, la estación permaneció cerrada. Se habilitaron servicios alternativos de autobuses con parada en las estaciones afectadas.